# 牛雪樵德政坊
牛雪樵德政坊位於四川省綿陽市江油市，文物遺址年代判定為清。2012年7月16日公佈為第八批四川省文物保護單位。
牛雪樵德政坊位於四川省綿陽市江油市青蓮鎮太華村，綿江公路右側。坐南向北。為四柱、三門、三級歇山式飛簷組成的牌樓式建築。青砂石質。通高9.8公尺，通面闊7.7公尺，占地面積30平方公尺。石坊的各個部分柱上，刻有對聯。在石坊下方背面刻有對聯為：心民物心，夏雨春風施百里；志聖賢志，廉泉讓水擬雙清。在下方石柱上橫架三層。第一層刻有“八仙祝壽”等浮雕圖案。第二層刻匾額：“終不可渲”，對聯為：兩袖清風騎來齋馬留芳躅；滿腔春意化去飛鴻作好音。其背面刻匾額為“民之父母”。第三層正面正中刻“德政坊”三字，左右分別為“善政”、“仁聲”，對聯為：此胸如霽雨；有腳步陽春。背面刻：“德政坊”三字，左右分別為“學道”、“愛人”，對聯為：一心憐赤子；萬日頌青天。坊頂呈“山”字型。牛雪樵德政坊造型優美，構圖豐滿，雕刻精細，具有較高藝術價值。1985年，江油縣人民政府公佈為縣級文物保護單位。